# Mychajlo Fomenko
Mychajlo Iwanowytsch Fomenko (ukrainisch Михайло Іванович Фоменко, international verwendete Namensschreibung auch Michail Fomenko; * 19. September 1948 in Mala Rybyzja, Oblast Sumy, Ukrainische SSR; † 29. April 2024) war ein sowjetischer Fußballspieler und von 2012 bis 2016 ukrainischer Fußballnationaltrainer.

## Karriere

### Spielerkarriere
Fomenko begann seine Karriere 1965 beim FC Spartak Sumy. 1970 wechselte er zu Sorja Woroschilowgrad. Von 1972 bis 1978 spielte der Verteidiger für Dynamo Kiew, mit dem er dreimal die sowjetische Meisterschaft und zweimal den sowjetischen Pokal gewann.
1975 gewann er mit Dynamo Kiew den Europapokal der Pokalsieger und im selben Jahr gegen den FC Bayern München auch den UEFA Super Cup.
Von 1972 bis 1976 kam Fomenko zu 24 Einsätzen für die sowjetische Nationalmannschaft. Bei den Olympischen Spielen 1976 gewann er mit dem sowjetischen Team die Bronzemedaille.

### Trainerkarriere
1979 musste er wegen einer Rückenverletzung seine aktive Laufbahn beenden. Er trainierte zunächst unterklassige Vereine der Sowjetunion und war dann in den 1980er Jahren Assistenztrainer von Dynamo Kiew, 1993 war er Cheftrainer von Dynamo. 1994 trainierte er die guineische Nationalmannschaft, anschließend trainierte er unter anderem Metalist Charkiw und Tawrija Simferopol.
Am 26. Dezember 2012 wurde Fomenko zum neuen Cheftrainer der ukrainischen Nationalmannschaft ernannt und damit Amtsnachfolger von Oleh Blochin.
Nach dem frühen Ausscheiden der Ukrainer als Letzter der Gruppe C in der Vorrunde der EM 2016 wurde Fomenkos auslaufender Vertrag nicht verlängert und kurz darauf der bisherige Assistenztrainer Andrij Schewtschenko zum Cheftrainer befördert.